# Tord de Ghana
El tord de Ghana (Geokichla princei) és un ocell de la família dels túrdids (Turdidae).

## Hàbitat i distribució
Habita els boscos de les terres baixes de Sierra Leone, Libèria, Costa d'Ivori, Ghana, sud de Camerun, Gabon i nord-est de la República Democràtica del Congo.